# Bactris major var. major
Bactris major var. major es una planta de la familia Arecaceae. Se usa en la construcción y también como medicinal y como alimento para animales de traspatio. La pulpa del fruto es utilizada para preparar agua fresca.

## Clasificación y descripción
Es una palma cespitosa, a menudo formando grupos muy grandes; tallos de 4- 5 m de alto, delgados hasta de 5 cm de diámetro, muy espinosos, con espinas de varios tamaños. Hojas de 1-1.5 m de largo; pecíolo muy espinoso de 40-60 cm de largo; pinnas de 2540 pares distribuidas uniformemente en el raquis, 3040 cm de largo, 1-2 cm de ancho, margen espínuloso; espatas cimbiformes de 2040 cm de largo, muy espinosas. Inflorescencia con 4-10 raquillas simples de 10-18 cm de largo. Frutos amarillentos, piriformes de 2-4 cm de largo, 1.5-3.5 cm de ancho; perianto persistente hasta 1 cm de largo.

## Distribución
Esta especie es nativa de México, se encuentra en el sur del país, en los estados de Chiapas, Oaxaca, Tabasco, Yucatán y Veracruz. Se localiza también en América Central, y en el norte de América del Sur de Belice y Guatemala hasta Panamá.

## Hábitat
Altitud: 0-50 m. Tipo de vegetación; sabanas. Vegetación: riparia. Floración: diciembre a enero. Esta especie se desarrolla en selvas perennifolias, altas y medianas, en sitios con suelos que se inundan ocasionalmente.

## Estado de conservación
Esta especie se encuentra listada en la NOM-059-SEMARNAT-2010 en la categoría Sujeta a Protección Especial (Pr). En la Unión Internacional para la Conservación de la Naturaleza (UICN) aparece bajo la categoría de No Evaluada (NE). Y al ser una especie amenazada en México, se halla regulada bajo el Código Penal Federal, la Ley General del Equilibrio Ecológico y Protección al Ambiente, y la Ley General de Vida Silvestre.